# Vaginoplastie
Pour l’article homonyme, voir aïdoïopoïèse pour l'intervention de  réassignation génitale pour dysphorie de genre.
La vaginoplastie est une opération de chirurgie plastique reconstructive destinée à corriger les défauts et les malformations du canal vaginal et de ses muqueuses ou des structures vulvo-vaginales qui peuvent être absentes ou endommagées à cause d'une maladie congénitale (par exemple dans le cas de l'atrésie vaginale) ou dans d'autres cas plus spécifiques (traumatisme physique, dysphorie de genre, cancer, etc.).

## Description
La vaginoplastie est une intervention chirurgicale qui entraîne la construction ou la reconstruction du vagin.
Parfois, une vaginoplastie est nécessaire après le traitement ou l'ablation de tumeurs malignes ou d'abcès afin de rétablir une structure et une fonction vaginale normales.
La vaginoplastie est également utilisée pour corriger les malformations congénitales du vagin, de l'urètre et du rectum. La vaginoplastie peut corriger le prolapsus utérin et vaginal. Il corrige aussi la protrusion de la vessie dans le vagin et la protrusion du rectum dans le vagin.
Souvent, une vaginoplastie est effectuée pour réparer le vagin et ses structures attachées en raison d'un traumatisme.
Des troubles congénitaux comme l'hyperplasie surrénale peuvent affecter la structure et la fonction du vagin et parfois le vagin est absent; il peut être reconstruit ou formé, à l'aide d'une vaginoplastie. Les autres cas donnant lieu à cette intervention sont les bébés nés avec un microphallus, les personnes atteintes d'agénésie Müllérienne conduisant à une hypoplasie vaginale, les femmes trans, et les femmes qui ont eu un vaginectomie à la suite d'une tumeur maligne ou un traumatisme,. La vaginoplastie peut réduire la taille de l'entrée du vagin ou altérer l'apparence de la vulve.

## Utilisations médicales
Vaginoplastie est l'intervention chirurgicale indiquée dans les cas suivants :
- séparation de l'urètre congénitalement fusionné et du vagin[4]
- réparation de l'urètre courte[4]
- construction vaginale[2],[5]
- reconstruction vaginale[2],[5]
- prolapse de la voûte vaginale[6]
- suspension vaginale et fixation[2],[5]
- opérations sur le cul-de-sac de Douglas[2],[5]
- réparation de la cystocèle[2],[5]et de la rectocèle[2]
- réparation paravaginale rétropubienne[7]
- réparation d'une cystocèle à l'aide d'une greffe ou d'une prothèse[2],[5]
- réparation d'une cystocèle et d'une rectocèle dans la même procédure à l'aide d'un dispositif de greffe ou de prothèse[2][5]
- réparation d'une rectocèle à l'aide d'une greffe ou d'un matériau prothétique[2]
- construction vaginale utilisant une greffe ou un matériau prothétique[2]
- reconstruction vaginale à l'aide d'une greffe ou d'un matériau prothétique[2]
- suspension vaginale et la stabilisation à l'aide d'une greffe ou d'un matériau prothétique
- Hyménoplastie

Dans certains cas, un tissu supplémentaire est nécessaire pour reconstruire ou construire le vagin. Les greffons utilisés dans la vaginoplastie peuvent provenir d'une autogreffe ou d'une allogreffe voire d'une xénogreffe.

### Vaginoplasties chez les enfants
Les vaginoplasties peuvent être réalisées chez des enfants ou des adolescents intersexes ou présentant des variations du développement sexuel. Des conditions telles que l'hyperplasie congénitale des surrénales virilisent les personnes génétiquement  femelles en raison d'un déficit en 21-hydroxylase. Les procédures spécifiques comprennent : la réduction du clitoris, la labiaplastie, la normalisation de l'apparence, la création du vagin, l'initiation de la  dilatation vaginale.
Il existe d'importantes préoccupations en matière de droits humains concernant les vaginoplasties et les autres chirurgies génitales chez les enfants qui ne sont pas assez âgés pour y consentir, notamment une inquiétude concernant la fonction sexuelle post-chirurgicale et les hypothèses de l'hétéronormativité. Il n'y a pas de consensus parmi les cliniciens quant à leur nécessité, l'âge d'opérer, leur méthode ou leur évaluation.
La vaginoplastie fait partie de la série de chirurgies nécessaires pour traiter les filles et les femmes nées avec la vessie située à l'extérieur de leur abdomen. Après les réparations, les femmes peuvent accoucher mais risquent de souffrir de prolapsus.

## Techniques
La création de vagin non chirurgical a été utilisée dans le passé pour traiter l'absence congénitale d'un vagin. La procédure impliquait le port d'un dispositif ressemblant à une selle de cheval et l'utilisation de dilatateurs de diamètre croissant. La procédure a pris plusieurs mois et était parfois douloureuse. Ce n'était pas efficace dans tous les cas.
Tumeurs rares, kystes, septums dans le vagin peuvent également nécessiter une vaginoplastie.

### Chirurgie reconstructrice après le traitement du cancer
Le traitement radiologique du cancer peut entraîner la destruction ou l'altération des tissus vaginaux. La vaginoplastie est souvent pratiquée pour reconstruire le vagin et d'autres structures génitales. Dans certains cas, la fonction sexuelle normale peut être restaurée.

### Technique chirurgicale de McIndoe
Un canal est construit chirurgicalement entre la vessie et l'urètre dans la partie antérieure de la région pelvienne et le rectum. Une greffe de peau provenant d'une autre zone du corps de la personne est utilisée. La greffe est retirée de la cuisse, des fesses, ou de la région inguinale. D'autres matériaux sont utilisés pour créer la doublure du nouveau vagin. Ceux-ci ont été des lambeaux cutanés de la peau, des membranes amniotiques, et de la muqueuse buccale.

### Vaginoplastie intestinale
La vaginoplastie intestinale est une méthode couramment utilisée pour créer un vagin artificiel dans la chirurgie transgenre homme-femme chirurgie transgenre MtF.

### Chirurgie de réassignation sexuelle
La chirurgie de réassignation sexuelle pour créer un vagin consiste à inverser la peau du pénis ou à augmenter la profondeur, en utilisant des segments du gros intestin ou de l'intestin grêle. De plus, des lambeaux cutanés du pénis-scrotale sont également utilisés. Un greffon de pleine épaisseur non génitale (FTG soit full thickness graft en anglais) ou d'épaisseur différente (full-thickness skin graft) provenant d'autres parties du corps peut être utilisées.
L'inversion de la peau du pénis est la méthode la plus souvent choisie par les chirurgiens qui pratiquent la chirurgie de réattribution sexuelle. L'inversion de la peau du pénis utilise la peau pédiculaire inférieure ou la peau abdominale pour créer la doublure du vagin. La peau est coupée pour former un rabat de taille appropriée. Le lambeau cutané est parfois associé à un lambeau scrotal ou urétral. La thérapie de réassignation sexuelle (en) fait souvent partie du traitement.

### Vaginoplastie élective
Les critiques ont étiqueté cette chirurgie comme "conceptrice de vagin". L'American College of Obstetricians and Gynecologists a lancé une mise en garde contre cette procédure en 2007, tout comme le Royal Australian College of Gynecologists, et un commentaire du British Medical Journal, ont vivement critiqué la "conceptrice de vagin" en 2009,. La Society of Obstetricians and Gynaecologists of Canada a publié un énoncé de politique contre la vaginoplastie élective en raison des risques associés à la chirurgie esthétique inutile en 2013.
L'Organisation Mondiale de la Santé décrit toute intervention chirurgicale médicalement inutile aux tissus et aux organes vaginaux comme une mutilation génitale féminine.
Le rajeunissement vaginal est une forme de chirurgie plastique élective. Son but est de restaurer ou d'améliorer l'apparence cosmétique du vagin.

### Labiaplastie

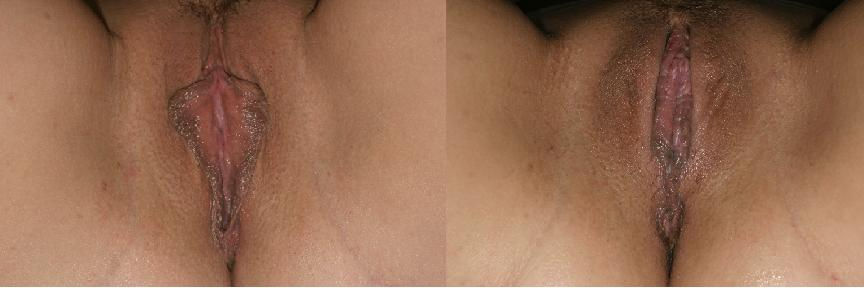
Avant-après dans le cas d'une labiaplastie.

La labiaplastie peut être réalisée comme une chirurgie distincte, ou comme une procédure secondaire dans une vaginoplastie.
Certaines chirurgies peuvent être nécessaires pour soulager le malaise résultant d'une irritation labiale chronique qui se développe à partir de vêtements serrés, le sexe, le sport ou d'autres activités physiques.

### Procédures chirurgicales de l'hymen
Un hymen imperforé est la présence de tissu qui couvre complètement l'ouverture vaginale. Il est coupé pour permettre à l'écoulement menstruel de sortir pendant une procédure chirurgicale courte.

Une hyménoplastie est la procédure chirurgicale qui reconstruit l'hymen.

### Vaginoplastie par ballonnets
Dans cette procédure, une sonde de foley est insérée par laparoscopie dans la poche recto-utérine, après quoi une traction et une distension progressives sont appliquées pour créer un néo-vagin.[réf. nécessaire]

### Procédure de Vecchietti
Dans le traitement de l'agénésie müllérienne, a procédure de Vecchietti est une technique chirurgicale laparoscopique  qui produit un  vagin de dimensions (profondeur et largeur) comparables à celles d'un vagin normal (environ 8,0 cm de profondeur),.
Une petite sphère en plastique ("olive") est enfilée (suturée) contre la zone vaginale; les fils sont tirés à travers la peau vaginale, jusqu'à l'abdomen et à travers le nombril. Là, les fils sont attachés à un dispositif de traction, puis sont étirés tous les jours de telle sorte que l'olive est tirée vers l'intérieur et étire le vagin d'environ 1,0 cm par jour, créant ainsi un vagin d'environ 7,0 cm de profond de 7,0 cm de large en une semaine.
Le temps moyen de la salle d'opération (OR) pour la vaginoplastie Vecchietti est d'environ 45 minutes; cependant, en fonction du patient et de ses indications, la procédure peut nécessiter plus de temps.
Les résultats de la technique de Vecchietti par l'approche laparoscopique sont comparables à ceux de la laparotomie. Dans l'hypoplasie vaginale, la vaginoplastie par traction telle que la technique de Vecchietti semble avoir les taux de succès les plus élevés à la fois anatomiquement (99 %) et fonctionnellement (96 %) parmi les traitements disponibles.

### Méthode de Wilson
La technique d'inversion du pénis de la méthode Wilson est différente de la technique traditionnelle d'inversion du pénis, en ce sens qu'il s'agit d'une chirurgie en trois étapes comprenant une vaginoplastie initiale en deux temps.
La chirurgie de la méthode Wilson est initialement réalisée comme une inversion pénienne traditionnelle, jusqu'à l'étape de création de la voûte vaginale, dans laquelle la voûte du vagin est laissée inachevée, comme une surface brute, et est emballée avec une endoprothèse stérile qui est bordée d'une greffe de peau récoltée sur les fesses après 7 jours.
La peau du pénis est utilisée pour créer les petites lèvres, le capuchon clitoridien, et la fourchette antérieure (frenulum); le gland du pénis est utilisé pour créer le clitoris, et le scrotum est utilisé pour créer les grandes lèvres.[réf. nécessaire]

### Expanseur, endoprothèse vaginale (stent vaginal), dilatateurs

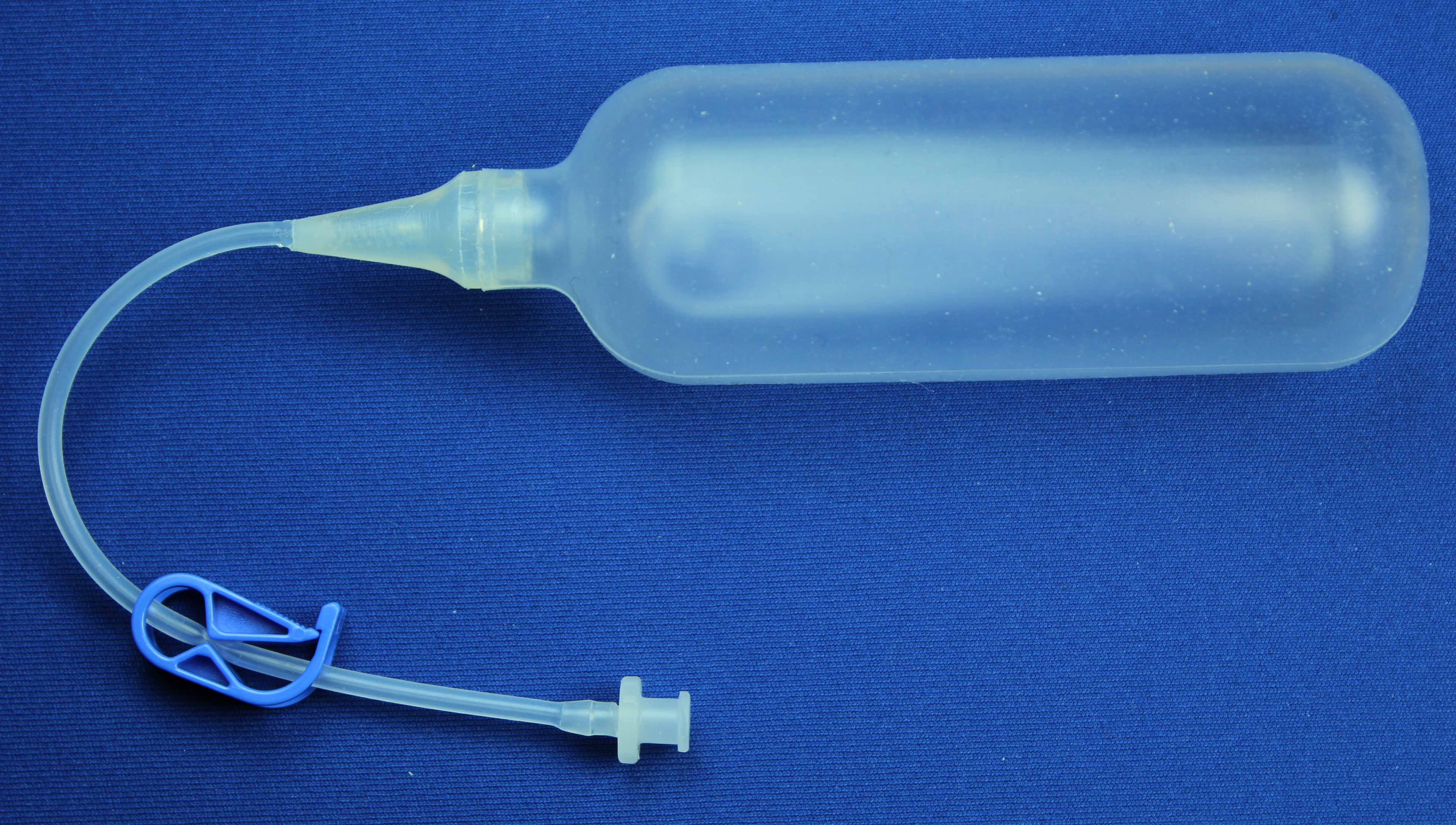
Expanseur gonflable ZSI 200 NS.

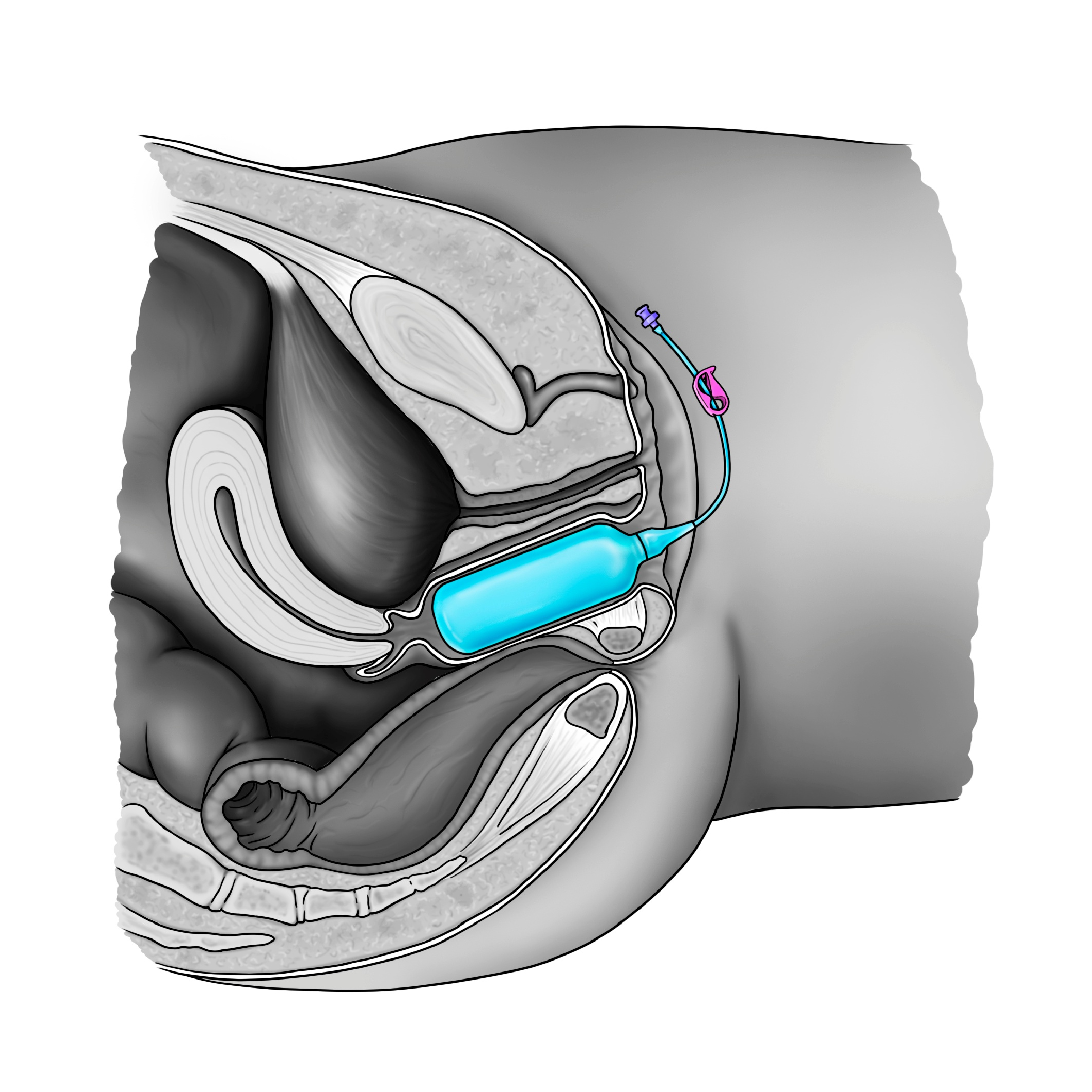
ZSI 200 NS Expanseur vaginal dilatant le vagin.

La plupart des techniques de vaginoplastie utilisent un expanseur vaginal gonflable ou stent vaginal pour construire le diamètre et la longueur du vagin,. À la fin de l’intervention, le dispositif reste en place pour maintenir le néo-vagin contre la paroi pelvienne, favoriser l’apparition d'une néo-vascularisation microscopique et prévenir un éventuel hématome. Après la vaginoplastie, l'expanseur ou le stent vaginal peut être utilisé régulièrement pour éviter une rétraction vaginale postopératoire. Des dilatateurs vaginaux solides ou bougies peuvent également être utilisés immédiatement après la chirurgie pour maintenir le diamètre et la profondeur vaginale. La fréquence d'utilisation diminue au fil du temps, mais reste obligatoire tout au long de la vie,.

## Risques et complications
La vaginoplastie reconstructive chez les enfants et les adolescents comporte un risque de "surinfection".
Chez les adultes, les taux et les types de complications varient avec la vaginoplastie de changement de sexe, on retrouve :
- La nécrose de la région clitoridienne était 1-3 %.
- La nécrose du vagin créé chirurgicalement était de 3,7 à 4,2 %.
- Le rétrécissement vaginal s'est produit chez 2 à 10 % des personnes traitées.
- Une sténose ou un rétrécissement de l'orifice vaginal a été signalé dans 12 % à 15 % des cas. 41 % d'entre eux ont subi une deuxième opération pour corriger la situation.
- La nécrose des deux volets scrotaux a été décrit.
- La paroi vaginale postérieure est une complication rare.
- La douleur génitale a été rapportée dans 4 à 9 % des cas.
- La fistule recto-vaginale est également rare avec seulement 1 % de la documentation.
- Un prolapsus vaginal a été observé chez 1-2 % des personnes affectées de sexe masculin à la naissance ayant subi cette procédure.

La capacité de vider la vessie est aussi affectée après cette procédure avec une amélioration de 13 %, 68 % ont dit qu'il n'y avait aucun changement et 19 % ont indiqué que la miction était pire. Ceux qui ont rapporté un résultat négatif qui ont fait état de perte de contrôle de la vessie et d'incontinence urinaire ont été de 19 %. Les infections des voies urinaires s'est produite chez 32 % des personnes traitées.